# Alaap
Alaap (hindi अलाप, tzn.Melodia) to wyprodukowany w 1977 roku dramat rodzinny w reżyserii  Hrishikesh Mukherjee (Anand, Mili). W rolach głównych  Amitabh Bachchan, Rekha, Asrani, Farida Jalal, Om Prakash i  A. K. Hangal.

## Fabuła
Alok (Amitabh Bachchan) nie chce takiego życia, jakie zaplanował dla niego jego ojciec Triloki Prasad (Om Prakash). Ojcu udało się uczynić posłuszne narzędzie ze swego starszego syna Ashoka (Vijay Sharma), ale młodszy nie widzi siebie w biurze. Nie chce wzorem ojca zostać adwokatem. Marzy mu się życie wypełnione muzyką i śpiewem. Z zachwytem odkrywa w swoim mieście nauczycielkę śpiewu klasycznego Sarju Bai Baranaswali (Chhlaya Devi). Rozgniewany ojciec  doprowadza do tego, że starsza pani, w której Alok widzi matkę, traci dom i zmuszona jest wyjechać do Benaresu. Wzburzony Alok przyjmuje rzucone mu wyzwanie. Opuszcza dom ojca i zaczyna pracować jako woźnica tongi.

## Obsada
- Amitabh Bachchan jako Alok Prasad
- Rekha jako Radhakumari "Radhiya"
- Chhaya Devi jako Sarju Bai Banaraswali
- Asrani jako Ganesh / "Ganeshi"
- Manmohan Krishna jako Maharaj Dinanath
- Lily Chakravarty jako Geeta A. Prasad
- Farida Jalal jako Sulakshana Gupta
- Om Prakash jako adwokat Triloki Prasad

## Piosenki
- „Binti Soongle Tanik Natkhat”
- „Mata Saraswati”
- „Chand Akela Jaye Sakhi Ri”
- „Nairi Lagan Piya Jane”
- „Bairana Bijuri”
- „O Rama Dar Lage Apni”
- „Kahe Manava Nache”
- „Koi Gaata Main  So Jata”